# Åke Andersson
Åke Andersson (22 de abril de 1917 - 20 de julho de 1983) foi um futebolista sueco. Ele competiu na Copa do Mundo FIFA de 1938, sediada na França, na qual a seleção de seu país terminou na quarta colocação.